# Aeroporto Albano Machado
O Aeroporto Albano Machado (IATA: NOV, ICAO: FNHU), também conhecido como Aeroporto do Huambo (anteriormente Aeroporto Nova Lisboa), é um aeroporto situado em Huambo, em Angola.
Construído em 1947, foi erguido ao norte da cidade, a 3 quilômetros do centro, na formação geográfica conhecida como Planalto Central de Angola. A pista têm 2.700 metros de comprimento e 24 metros de largura.
O aeroporto também foi a sede da frente centro e sul de Angola em defesa do espaço aéreo da nação angolana durante a Guerra Civil Angolana, e um dos pontos estratégicos de Angola na formação de pilotos militares.
O nome "Albano Machado" foi dado no pós-independência de Angola, em homenagem a um dos mais notáveis intelectuais e ex-guerrilheiros na luta de independência e na guerra civil no Huambo.